# Bachlauf an der Zietenstraße
Der Bachlauf an der Zietenstraße ist ein 1030 m langer rechter Zufluss des Leimbachs, der ein rechter Zufluss der Wupper in der nordrhein-westfälischen Großstadt Wuppertal ist.

## Lage und Topografie
Der Bachlauf an der Zietenstraße entspringt auf rund 270 Meter ü. NN auf dem Wollspinnersberg im Barmer Nordpark im oberen, östlichen Teil eines umzäunten Wildgeheges mit Rotwild nahe den Turmterrassen.
Er fließt zunächst in westlicher Richtung. In dem schluchtähnlichen Tal wird er von Wald, der hauptsächlich aus Buchen besteht, begleitet; das linke Ufer ist etwas lichter. Nach 250 Meter wendet sich der Bach in südliche Richtung und wird am Ende des Geheges zu Teichen gestaut, die als einziges Amphibien-Laichgewässer des Nordparks von Bedeutung sind. Anschließend unterquert er verrohrt einen Wanderweg. Im weiteren Verlauf verläuft er naturnah in einem tiefen Taleinschnitt. In der Höhe der Bebauung der oberen Zietenstraße wird der Bach mit Ufermauern und Sohlschwellen befestigt.
Im weiteren Verlauf auf den letzten rund 400 Metern wird der Bach verrohrt in den in diesem Abschnitt verrohrten Abschnitt des Leimbaches zugeführt, in den er 191 Meter über NN mündet.